# 圣安德肋修院 (布鲁日)
布鲁日圣安德肋修院 (荷蘭語：Sint-Andriesabdij Brugge)是比利时布鲁日的一座本笃会修道院，在法国大革命中被摧毁。其现代继承者七教堂圣安德肋修院 (荷蘭語：Sint-Andriesabdij van Zevenkerken),也属于本笃会，成立于1899-1900年。

## 历史

### 布鲁日圣安德肋修院

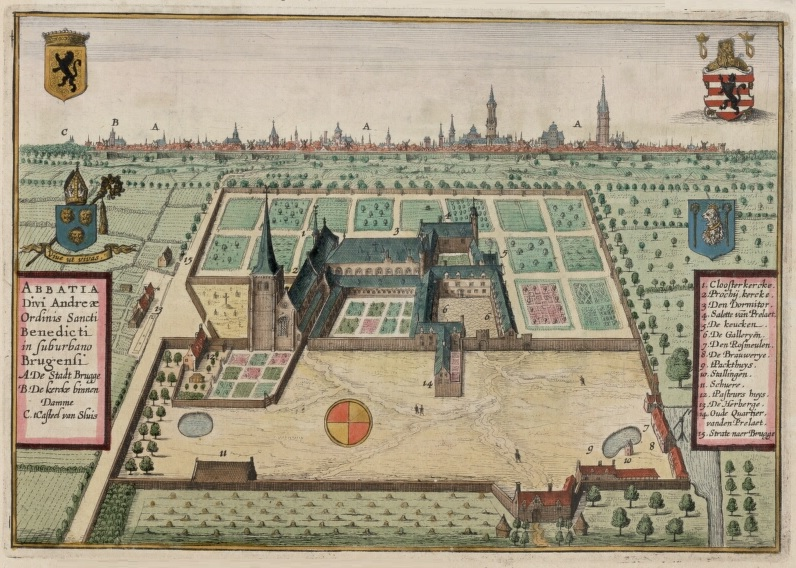
圣安德肋修院，1641

布鲁日圣安德肋修院批准于1100年2月22日 1100年6月由伯爵佛兰德斯罗伯特二世批准。修道院位于现在圣安德肋圣亚纳堂（parochiekerk van Sint-Andries en Sint-Anna）的所在地。第一批修士于1117年8月17日从 阿夫利海姆修道院抵达。1188年，成为独立修院，从而开始了一个繁荣时期，一直持续到14世纪。1240年，由于修道院长和当地教区神父之间的长期争执，在教堂里建了一堵墙，将其一分为二。1350年，修道院出售了旁边的一块地，建造了加尔都西会圣亚纳修院（Sint-Anna-ter-Woestijne）。
修道院在15世纪下半叶遭到德意志雇佣步兵的严重破坏。.1521年，皇帝查理五世和他的兄弟斐迪南一世参观了修道院，并参加了晚禱, 现在挂牌纪念此事。
在16世纪，修道院被丐軍严重破坏。大多数修士逃走，只留下四个人。修道院在17世纪重建，但不断的战争，以及城墙外的地理位置，使其遭受进一步的破坏。
修道院在1796年法国大革命期间被取缔并摧毁，只有16世纪的钟楼幸存了下来，现在被纳入后来建造的圣安德肋圣亚纳堂中。

### 七教堂圣安德肋修院

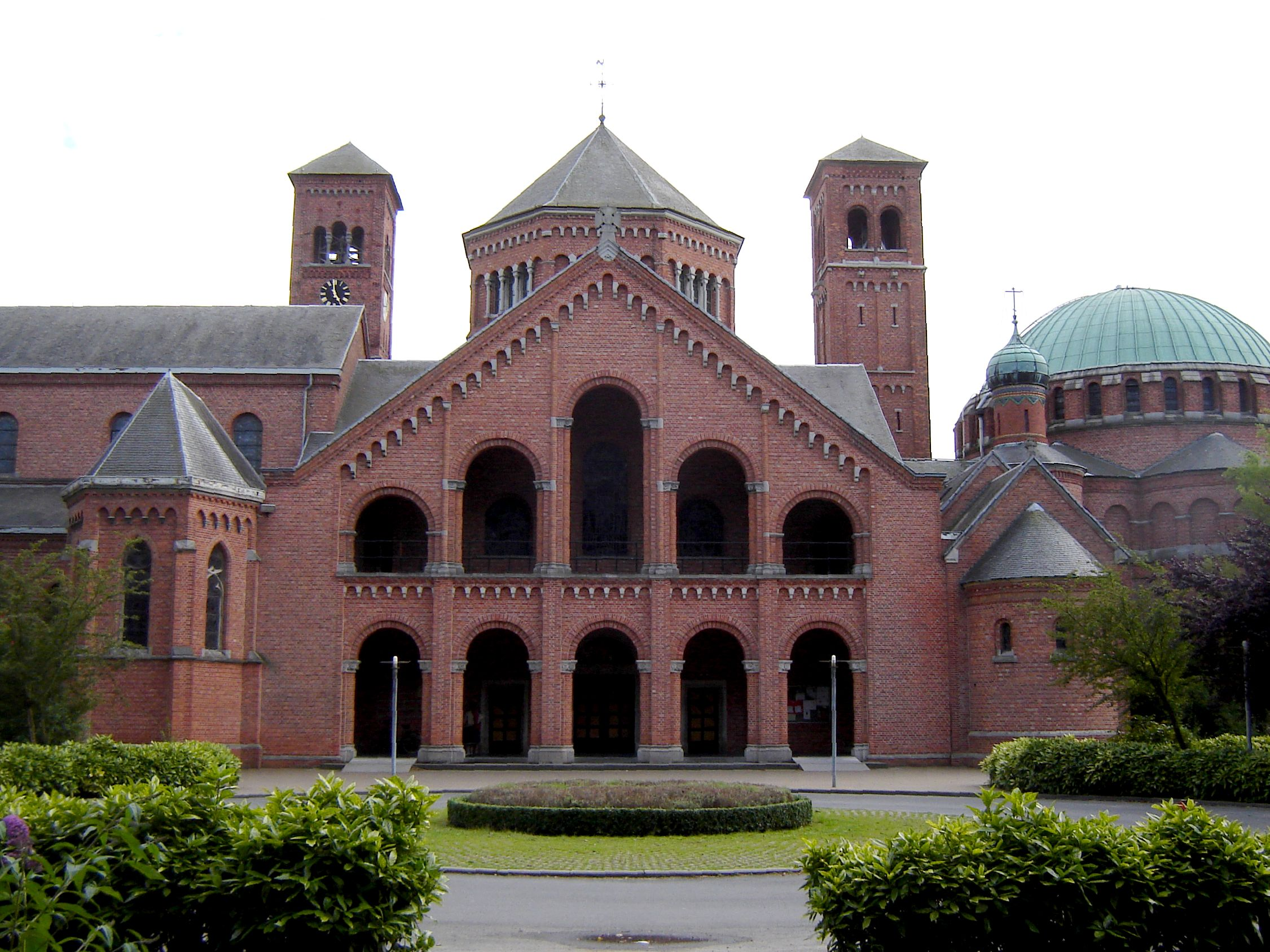

1898年，一位来自那慕尔附近马雷苏斯修道院的修士，在布鲁日圣安德肋修院原址的附近，于1899-1900年，新建了一个修道院，名为七教堂圣安德肋修院 (荷蘭語：Sint-Andriesabdij van Zevenkerken)，为新罗马式-拜占庭风格。修道院教堂内有七个风格各异的小堂，分别代表罗马的七个大殿，因此定名为七教堂圣安德肋修院。1910年，这里建立了一所著名的寄宿学校，即现在的七教堂修院学校（Abdijschool van Zevenkerken），是 圣安德肋修院的一部分。1952年，修道院圣安德肋堂升格为宗座圣殿。

## 海外传教
1929年，圣安德肋修院的修士在中国四川省南充市建立了西山本笃院，隸屬順慶教區，向中国人传教。直到1953年，新政权驱逐外国传教士，才被迫离开中国。1955年，修士们在美国南加州洛杉矶县瓦尔耶莫的沙漠里购买了一块土地，重建了圣安德肋修院。